# Ulrich van Gobbel
Ulrich van Gobbel (født 16. januar 1971 i Paramaribo, Surinam) er en surinamsk født tidligere hollandsk fodboldspiller, der spillede som forsvarsspiller hos flere europæiske klubber, samt for Hollands landshold. Af hans klubber kan blandt andet nævnes Feyenoord Rotterdam i hjemlandet, Galatasaray SK i Tyrkiet samt engelske Southampton F.C.

## Landshold
Van Gobbel spillede i årene mellem 1993 og 1994 otte kampe for Hollands landshold. Han repræsenterede sit land ved VM i 1994, hvor hollænderne nåede kvartfinalerne, hvor de dog måtte se sig besejret af de senere vindere fra Brasilien.